# Лисиченко Лідія Андріївна
Лисиченко (Півненко) Лідія Андріївна (24 березня 1928, с. Кам'янка — 3 січня 2022, Харків) — український мовознавець, представниця Харківської філологічної школи, автор монографій із питань діалектології, лексико-семантичної структури української мови, лінгвопоетики, лінгвоконцептології, історії українського мовознавства (усього близько 200 праць), педагог вищої школи. Доктор філологічних наук (1979), професор (1981), відмінник освіти (1985).

## Біографія

### Дитинство й шкільна освіта
Народилася 24 березня 1928 року в с. Кам'янка Тростянецького району нині Сумської області (раніше — Охтирського повіту Харківської області) у родині Андрія Кузьмича Півненка й Тетяни Онисимівни Півненко (з роду Крючко). Згодом сім'я переїхала до Харкова, де Лідія Півненко розпочала шкільну освіту в сш № 105. Упродовж 1941—1943 років дівчина разом із матір'ю перебувала в евакуації в Новосибірську, де працювала на деревообробному заводі «Більшовик» (виробництво тари для снарядів) і в колгоспі імені Карла Маркса в райцентрі Верх-Ірмень Новосибірської області. Середню освіту здобула 1946 року в сш № 33 м. Харкова.

### Вища освіта
1946—1951 рр. — навчання на філологічному факультеті Харківського державного університету імені О. М. Горького (нині — національний університеті імені В. Н. Каразіна), який закінчила з відзнакою (спеціальність «Філолог. Викладач української мови та літератури»).
1951—1955 — навчання в аспірантурі на кафедрі української мови ХДУ імені О. М. Горького (науковий керівник — професор Ф. П. Медведєв); тема кандидатської дисертації «Особливості говірок східних районів (Куп'янського й Дворічанського) Харківської області» (захищена 1955 року). Дисертація стала першою монографічною роботою, присвяченою говіркам цього регіону Слобожанщини).

## Професійна діяльність
Від 1955 року (із перервою) почала працювати в Харківському державному педагогічному інституті імені Г. С. Сковороди викладачем кафедри української мови (завідувач кафедри — кандидат філологічних наук, доцент О. Я. Петренко).
1960—1967 — через реорганізації педагогічних вишів, зокрема й Харківського педінституту, Л. А. Лисиченко працювала доцентом кафедри української мови ХДУ імені О. М. Горького. 1967—2003 — робота на посаді завідувача кафедри української мови ХНПУ імені Г. С. Сковороди. 1972—1980 — робота на посаді декана філологічного факультету ХДПІ імені Г. С. Сковороди. 2003—2015 — професор кафедри української мови Харківського національного педагогічного університету імені Г. С. Сковороди.

## Наукова діяльність
Коло наукових інтересів — діалектологія, лексикологія, фразеологія, лінгвоконцептологія, лінгвопоетика, історія української мови, історія українського мовознавства, лінгводидактика. Окрім наукових і методичних праць.

### Діалектологія
У монографії «Говірки Східної Слобожанщини: поліаспектний аналіз» (2013) Л. А. Лисиченко розглядає діалект як історичну категорію, як мовний субстрат, що виникає на певному етапі становлення етносу й мусить або стати основою для формування мови народності чи нації, або влитися в єдину мову народу, отже зникнути. Але це зникнення не є витисненням діалекту з мовної системи завдяки впливу літературної мови, насамперед ідеться про діалектичну взаємодію між говорами й літературною мовою як поступову інтеграцію діалектів у єдину мову народу.
У монографії «Говірки Східної Слобожанщини: поліаспектний аналіз» (2013) Л. А. Лисиченко розглядає діалект як історичну категорію, як мовний субстрат, що виникає на певному етапі становлення етносу й мусить або стати основою для формування мови народності чи нації, або влитися в єдину мову народу, отже зникнути. Але це зникнення не є витисненням діалекту з мовної системи завдяки впливу літературної мови, насамперед ідеться про діалектичну взаємодію між говорами й літературною мовою як поступову інтеграцію діалектів у єдину мову народу.

### Лексикологія. Лексична семантика.
Л. А. Лисиченко поклала початок системному дослідженню української лексикології в теоретико-практичному аспекті. Питання лексичної семантики зазнали висвітлення в монографії Л. А. Лисиченко «Лексикологія української мови. Семантична структура слова» (1977), а за тим і в тексті докторської дисертації «Семантична структура слова в українській мові» (1978). Матеріалом для лінгвістичного аналізу послужили віддієслівні іменники української мови, у яких особливо помітна структурна організація лексичного ресурсу. У монографії «Лексико-семантична система української мови», яка вийшла двома виданнями (1997; 2006), увагу приділено таким макрокомпонентам, як семантичне поле, лексико-семантична група, тематична група. Проблема багатозначності українського слова в її поліаспектному розв'язанні найповніше презентована в монографії «Багатозначність у лексико-семантичній системі: структурний, семантичний, когнітивний аспект» (2008).

### Лінгвоконцептологія. Концептуальна й мовна картини світу
Л. А. Лисиченко належить до піонерів наукового осмислення й опису в національному мовознавстві таких понять, як концептуальна картина світу, мовна картина світу, концепт. На початку 90-их років ХХ століття з'являються її статті «Концептуальная и яыковая картины мира и их взаимодействие», «Формування мовної картини світу людини як засіб її духовного збагачення», «Мовна картина світу і стан мови», «Мовна картина світу та її рівні» та ін. Узагальнення теоретико-практичних аспектів лінгвоконцептології знайшло реалізацію в монографії «Лексико-семантичний вимір мовної картини світу» (Харків, 2009).

### Харківська філологічна школа. Лінгвістичні традиції
Логічним продовженням опрацювання теоретико-практичного досвіду харківських філологічних традицій стала монографія «Харківська філологічна школа. Лінгвістичні традиції» (2015). На тлі широкого історико-лінгвістичного огляду Л. А. Лисиченко вирізняє три пріоритетні наукові постаті: Ізмаїла Івановича Срезневського, Олександра Опанасовича Потебню й Леоніда Арсеновича Булаховського, коментуючи науковий доробок кожного з них відповідно до часу та завдань, що стояли перед мовознавством у той період. Приділено увагу харківським мовознавцям ХХ ст. — початку ХХІ ст., що продовжують і розвивають традиції Харківської філологічної школи.

### Лінгводидактика
Помітним є внесок Л. А. Лисиченко в лінгводидактичний аспект вивчення мови в закладах вищої та середньої освіти (методичні статті, словники, методичні рекомендації для проведення лекційних і практичних занять та контрольних робіт, програми, підручники й посібники з української мови, науково-популярні видання про українську мову для школярів та студентів).

### Науково-громадська діяльність
1987 — за ініціативи Л. А. Лисиченко було відновлено діяльність Харківського історико-філологічного товариства, що колись було започатковане О. О. Потебнею та М. Ф. Сумцовим.
1988—2015 — головний редактор збірника наукових праць Харківського національного педагогічного університету імені Г. С. Сковороди «Лінгвістичні дослідження».
Член редакційних колегій: всеукраїнського науково-методичного журналу «Вивчаємо українську мову та літературу» ВГ «Основа»; збірника наукових праць «Мова в професійному вимірі» Національного університету цивільного захисту України (м. Харків).

### Участь у роботі спеціалізованих учених рад
1991—1995 — голова спеціалізованої вченої ради К 113.24.01 із захисту кандидатських дисертацій у Харківському державному педагогічному інституті імені Г. С. Сковороди.
1996—2003 — голова спеціалізованої вченої ради Д 64.053.03 із захисту докторських дисертацій у Харківському державному педагогічному університеті імені Г. С. Сковороди.
2003—2015 — член спеціалізованої вченої ради К.64.053.05 із захисту кандидатських дисертацій у Харківському національному педагогічному університеті імені Г. С. Сковороди.

### Основні наукові праці
- Лексикологія сучасної української мови. Семантична структура слова (1977).
- Лексико-семантична система української мови (1997).
- Мовний образ простору і психологія поета: Наукова монографія (2001; у співавторстві).
- Лексико-семантична система української мови / Видання друге, доповнене (2006).
- Багатозначність у лексико-семантичній системі: структурний, семантичний, когнітивний аспекти (2008).
- Лексико-семантичний вимір мовної картини світу (2009).
- Ці невичерпні глибини мови: Наукова монографія (2011).
- «І на тім рушникові…»: Монографія-мемуари (2012).
- Говірки Східної Слобожанщини: поліаспектний аналіз (2014).
- Харківська філологічна школа. Лінгвістичні традиції (2015; у співавторстві з Лисиченко Т. Ю.).

### Основні лінгводидактичні праці
- Сучасна українська літературна мова. Лексика і фразеологія: Підручник для вузів (1973; у співавторстві).
- Лексика української мови. Вип. І; ІІ (1988; у співавторстві).
- Бесіди про рідне слово (1994).
- Орфографічний словник української мови (1997; у співавторстві).
- Українська мова. 10 11 клас (2000; у співавторстві).
- Культура мови державного службовця: Навч. посібник (2002; у співавторстві).
- Ділова українська мова в державному управлінні. Усне ділове мовлення (2003; у співавторстві).
- Українська мова. Практикум. 10 11 клас (2008; у співавторстві);
- Старослов'янська мова: курс лекцій, завдання для практичних занять, індивідуальної та самостійної роботи (2011; у співавторстві).

## Основні відзнаки та нагороди
- Медаль А. С. Макаренка за заслуги в галузі освіти й педагогічної науки Української РСР (1969)
- Відмінник народної освіти Узбецької РСР (1974)
- Відмінник народної освіти Української РСР (1985).
- Призначено довічну державну стипендію Указом Президента України № 451/2012 «Про призначення довічних державних стипендій видатним діячам освіти».
- Почесний професор Національного університету цивільного захисту України (2013)
- Почесна нагорода «За вагомий внесок у розвиток освіти та науки» Міністерства надзвичайних ситуацій України (2013).